# Тештіоара
Тештіоара (рум. Teștioara) — село у повіті Селаж в Румунії. Входить до складу комуни Сурдук.
Село розташоване на відстані 375 км на північний захід від Бухареста, 29 км на схід від Залеу, 54 км на північ від Клуж-Напоки.

## Населення
За даними перепису населення 2002 року у селі проживали 100 осіб, усі — румуни. Усі жителі села рідною мовою назвали румунську.